# تشانغ شياو (لاعب كرة قدم)
تشانغ شياو (بالصينية: 杨子) هو لاعب كرة قدم صيني، ولد في 6 أغسطس 1989 في شنيانغ في الصين. لعب مع جيجيانغ غرينتاون.

## وصلات خارجية
- تشانغ شياو على موقع Soccerway.com (الإنجليزية)